# Polyptychoides niloticus
Polyptychoides niloticus är en fjärilsart som beskrevs av Jordan 1921. Polyptychoides niloticus ingår i släktet Polyptychoides och familjen svärmare. Inga underarter finns listade i Catalogue of Life.